# چکلین
چکلین (به لهستانی:  Czeklin) یک روستا در لهستان است که در گمینا بوبروویتسه واقع شده‌است. چکلین ۰ نفر جمعیت دارد.